# Ivan Šuker
Ivan Šuker, hrvaški politik in ekonomist, * 12. november 1957, Livno, Bosna in Hercegovina, † 5. september 2023.
Med letoma 2003 in 2010 je bil kot predstavnik Hrvaške demokratske skupnosti minister za finance Republike Hrvaške, od leta 2009 pa tudi podpredsednik Vlade Republike Hrvaške.